# Джебель-Баркал
Джебель-Баркал (араб. جبل بركل — Dschabal Barkal, давньоєгипет. ḏw wˁb — «Священна скеля») — скеля, заввишки 98 метрів у звивині Нілу в північній частині Судану, що носила в давнину ім'я Нубії. Позначає місцезнаходження Напати — столиці давньої держави Куш. З тих часів на Джебель-Баркалі збереглися руїни великого храму Амона (побудований переважно при Піанхі), ще 12 храмів і трьох нубійських палаців. Систематичне дослідження Джебель-Баркан почалося в 1916 році під керівництвом Дж. Е. Рейснера. У 2003 році Джебель-Баркан внесено ЮНЕСКО до числа пам'яток Світової спадщини.

## Піраміди
Піраміди Джебель-Баркал датуються починаючи з III ст. е
- Bar. 1 Фараон I в до н. е.
- Bar. 2 Фараон Терітекас (ok. 29-25 рр. до н. е)
- Bar. 4 Цариця Аманірена (?) (I ст до н. е.)
- Bar. 6 Королева Навідемак (I ст до н. е.)
- Bar. 7 Фараон Сабракамані (?) (III ст до н. е.)
- Bar. 9 Фараон або Цариця, початок II ст. н. е.
- Bar. 11 Фараон Актісанес або Аріамані (III ст до н. е.)
- Bar. 14 Фараон Актісанес або Аріамані (III ст до н. е.)
- Bar. 15 Фараон Каш … (?) (III ст до н. е.)

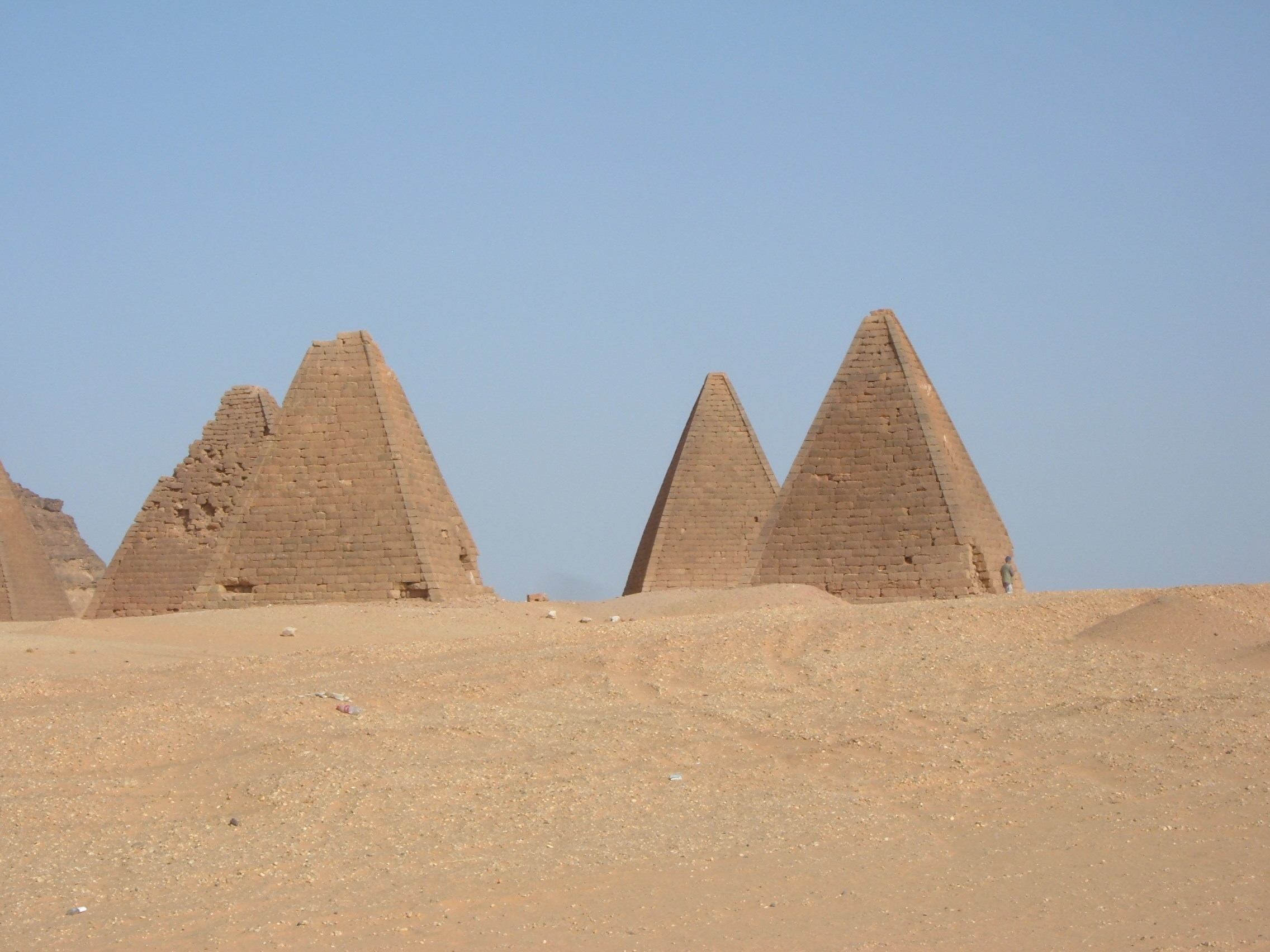
Поле пірамід
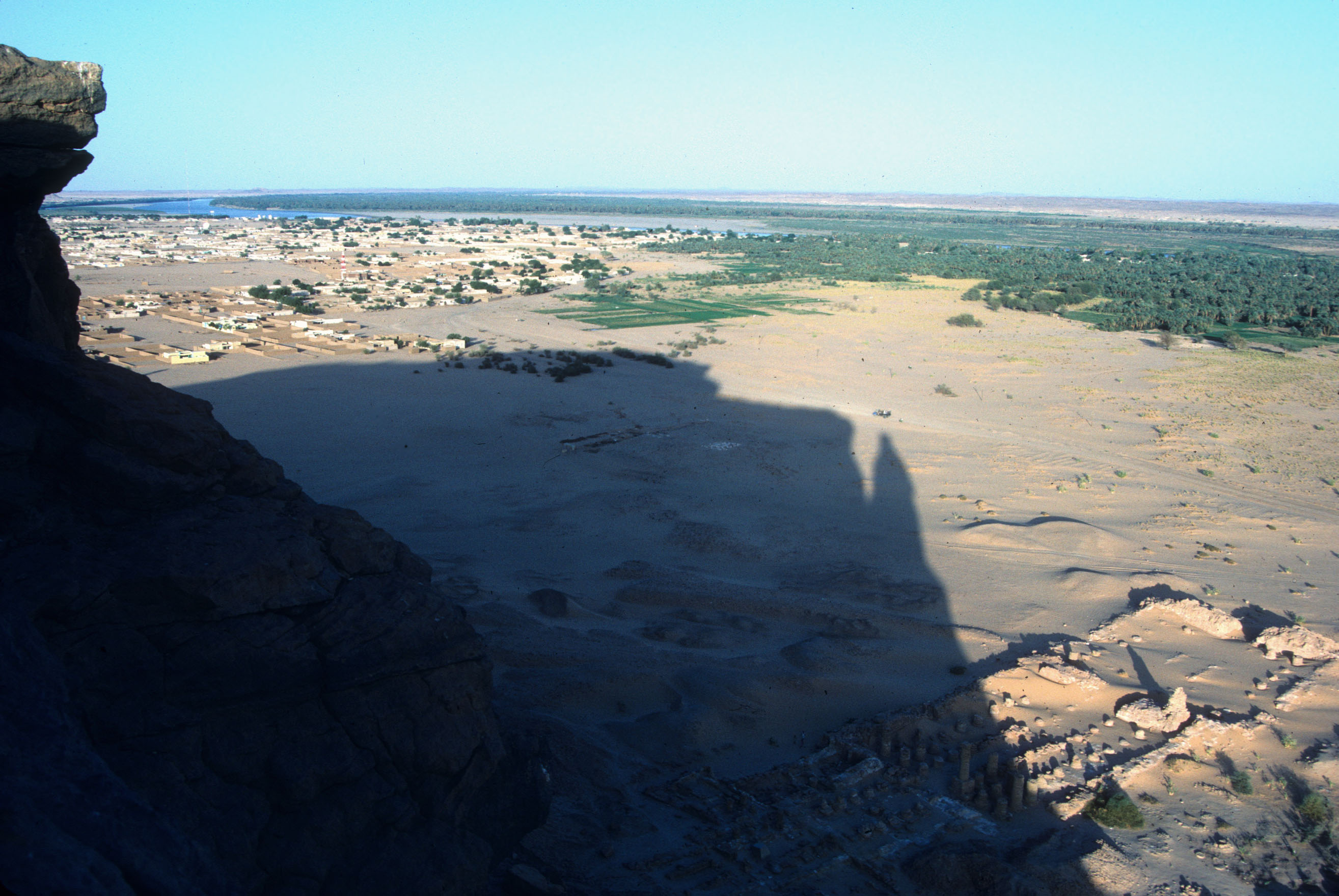
Вид з вершини Джебель-Баркал на руїни Напати
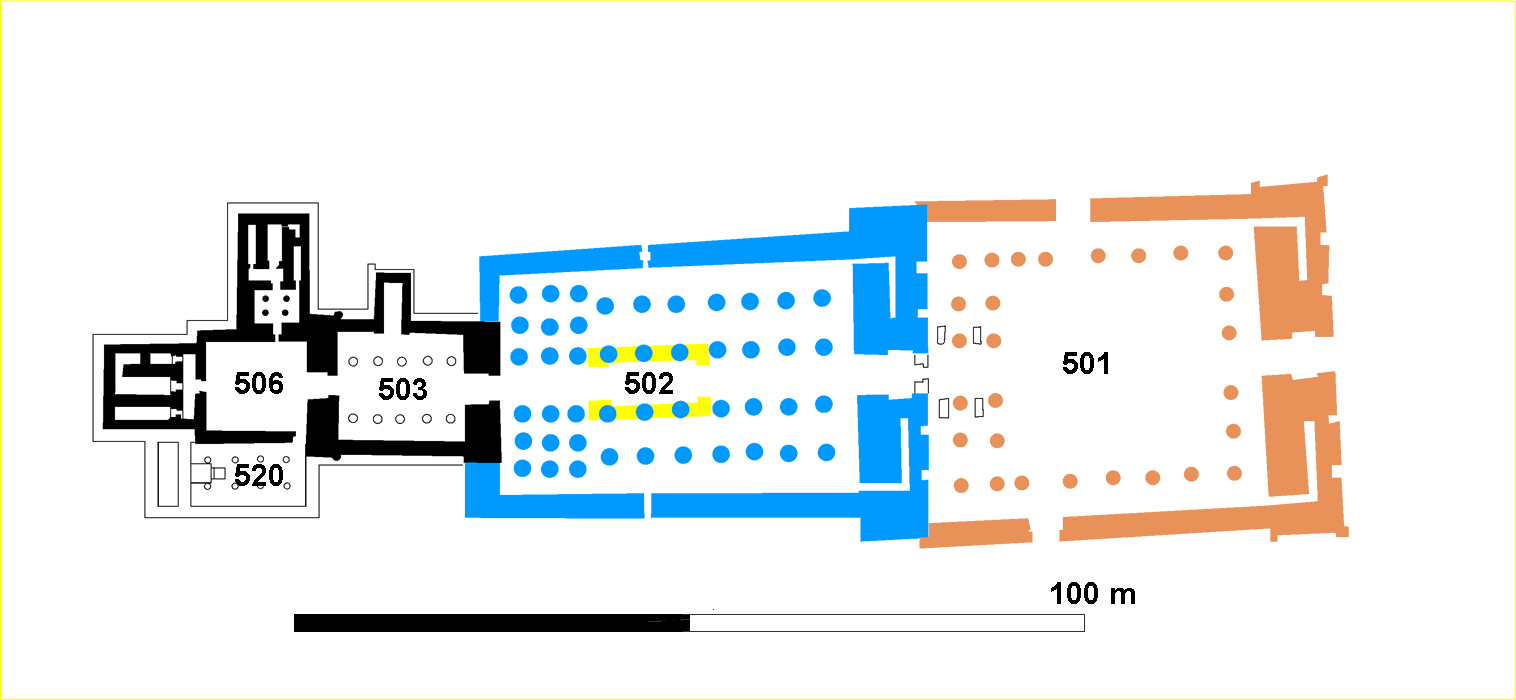
План великого храму Амона в Напаті, розташованого біля Джебель-Баркал
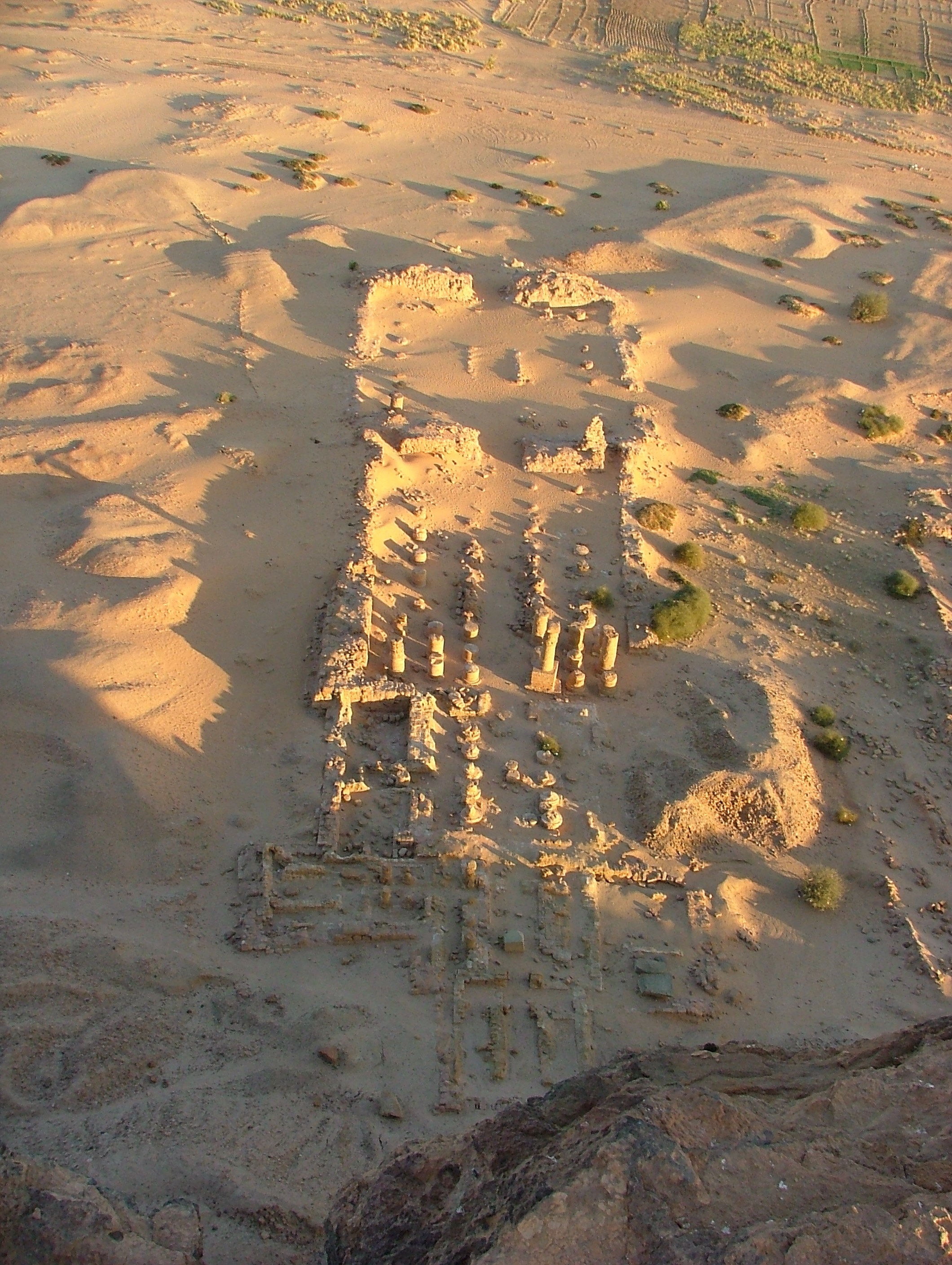
Руїни великого храму Амона в Напаті